# کلاته نو (زیرکوه)
کلاته نو روستایی در دهستان زیرکوه بخش مرکزی شهرستان زیرکوه استان خراسان جنوبی ایران است. بر پایه سرشماری عمومی نفوس و مسکن در سال ۱۳۹۰ جمعیت این روستا ۸۵ نفر (در ۲۲ خانوار) بوده است.